# Gilda Tompkins
Gilda Kay Tompkins (* 7. August 1936; † 2018) war eine neuseeländische Badmintonspielerin. 

## Karriere
Gilda Tompkins wurde 1961 erstmals nationale Meisterin in Neuseeland, wobei sie im Damendoppel mit Margaret Moorhead erfolgreich war. Ein weiterer Titelgewinn folgte 1969 im Doppel mit Gaynor Weatherley. Bei den All England 1963 stand sie im Achtelfinale des Dameneinzels.

## Sportliche Erfolge
| Saison | Veranstaltung                 | Disziplin   | Platz | Name                               |
| ------ | ----------------------------- | ----------- | ----- | ---------------------------------- |
| 1961   | Neuseeländische Meisterschaft | Damendoppel | 1     | Gilda Tompkins / Margaret Moorhead |
| 1969   | Neuseeländische Meisterschaft | Damendoppel | 1     | Gilda Tompkins / Gaynor Weatherley |